# بوب ماسون (لاعب هوكي الجليد)
بوب ماسون (بالإنجليزية: Bob Mason)‏ هو لاعب هوكي الجليد أمريكي، ولد في 22 أبريل 1961 في إنترناشونال فولز في الولايات المتحدة.

## وصلات خارجية
- بوب ماسون على موقع دوري الهوكي الوطني (الإنجليزية)
- بوب ماسون على موقع EliteProspects.com (الإنجليزية)
- بوب ماسون على موقع HockeyDB.com (الإنجليزية)
- بوب ماسون على موقع Hockey-Reference.com (الإنجليزية)
- بوب ماسون على موقع أوليمبيديا (الإنجليزية)